# تيم شانغهاي أليس
تيم شانغهاي آيلياس (بالإنجليزية: Team Shanghai Alice)‏ (باليابانية:上海アリス幻樂団)، هي شركة يابانية لإنتاج وتطوير ألعاب الفيديو، حيث أنتجت عدة ألعاب ومنها: شوت ذا بوليت (東方文花帖) سنة 2005، ومونتاين أف فايث سنة 2007 (東方風神録)، وغيرها.

## الموقع الرسمي
- الموقع الرسمي (اليابانية)
- منتدى زون لألعاب الفيديو والأنمي (اليابانية)
- حساب زون في تويتر (اليابانية)

لم يتم العثور على روابط لمواقع التواصل الاجتماعي.